# Freiamt
Freiamt est une commune de Bade-Wurtemberg (Allemagne), située dans l'arrondissement d'Emmendingen, dans le district de Fribourg-en-Brisgau. La commune est composée de nombreux petits villages et hameaux .

## Jumelage
- La Pinte (Belgique)